# Cixius wushea
Cixius wushea är en insektsart som beskrevs av Tsaur 1991. Cixius wushea ingår i släktet Cixius och familjen kilstritar. Inga underarter finns listade i Catalogue of Life.